# Gebirgsbahn (Phantasialand)
Die Gebirgsbahn war eine Stahlachterbahn im Freizeitpark Phantasialand in Brühl. Sie wurde 1975 als Bobbahn 1 im Themenbereich Silver City (Westernstadt) eröffnet. Zu dieser Zeit galt sie als größte Stahlachterbahn Deutschlands. Hergestellt wurde die Bahn von Anton Schwarzkopf nach Plänen des damals bei der Firma angestellten Ingenieurs Werner Stengel.
Die etwa 28 Meter hohe Anlage war als Familienachterbahn konzipiert und hatte deshalb, anders als die mit derselben Technik ein Jahr später in den USA eröffnete erste moderne Loopingachterbahn Great American Revolution, keine Inversionen. Die Züge der Achterbahn durchfuhren nach dem Kettenlift eine klassische Figur-Acht-Strecke von 980 Meter Länge. Das Streckenstück mit der stärksten Vertikalneigung war dabei der Lift selbst. Die Abfahrten wiesen keine besonders starken Gefälle auf. Ein stärkeres Gefühl der Geschwindigkeit erzeugte das im Jahr 1976, nach Beschwerden der Parkanwohner über Lärm, hinzugefügte künstliche Gebirgsmassiv. Die Bahn wurde vollständig mit Kunststoffplatten verkleidet. Teile der Strecke, die erste Abfahrt und die Brems- und Abstellgleise wurden auch überdacht.
Anfang der 1980er Jahre wurde die Station der Gebirgsbahn umgebaut. Ein- und Ausstieg wurden getauscht und der Zugang von der Westernstadt nach Chinatown verlegt.
Die Züge der Achterbahn bestanden aus fünf Wagen für jeweils vier Personen in zwei Reihen. Zur Steigerung der Kapazität wurden zu den ursprünglich drei Zügen noch zwei weitere erworben. Somit konnten theoretisch bis zu 1800 Personen pro Stunde mit der Bahn fahren.
Am 1. Mai 2001 wurde die Gebirgsbahn durch einen Großbrand zerstört. Dabei wurden 50 Besucher und 10 Mitarbeiter verletzt. Die 27 Jahre alte Elektrik der Achterbahn war kurz vorher für 350.000 Deutsche Mark technisch überholt worden, es bestand aber kein Zusammenhang mit dem Brand.

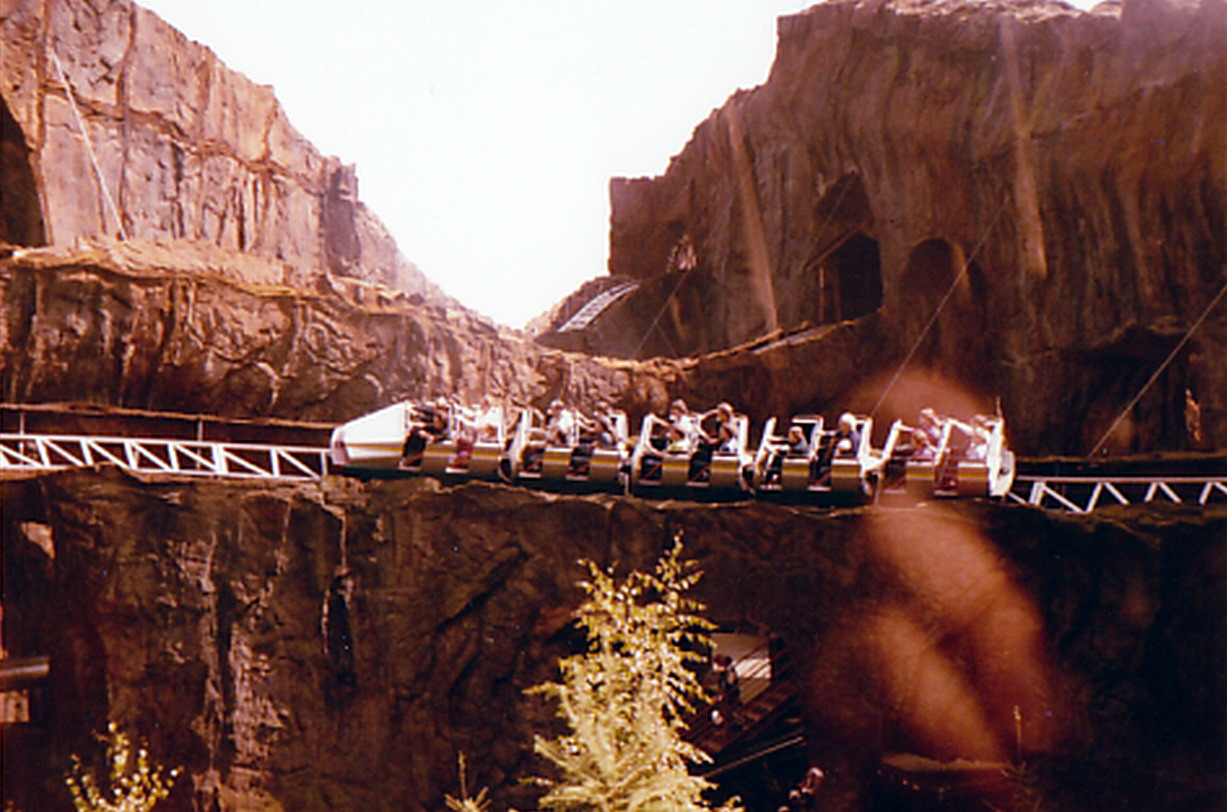
Ein Zug der Gebirgsbahn (1981)